# Cirsium ispolatovii
Cirsium ispolatovii là một loài thực vật có hoa trong họ Cúc. Loài này được Iljin ex Tzvelev mô tả khoa học đầu tiên năm 1991.